# Aeroportul Gällivare
Aeroportul Gällivare (IATA: GEV, ICAO: ESNG) este un aeroport din Comuna Gällivare, Norrbottens län, Suedia ce deservește zona Gällivare. Aeroportul a fost tranzitat în 2022 de 21.062 de pasageri. A fost deschis în 1971 și numit după zona deservită.
Situat la o altitudine de 312 m, aeroportul dispune de 1 pistă. Este operat de Comuna Gällivare.

## Infrastructură

### Piste
Aeroportul dispune de o singură pistă. Pista 12/30 are suprafața de asfalt și dimensiunile 1.714 m × 45 m. 